# Efeito de bloqueio
Em supercondutividade, o efeito de bloqueio refere-se à preferência das fases de vórtice serem posicionados em pontos determinados dentro de células de uma grade cristalina de um supercondutor orgânico.